# SK Admira Wien
Sportklub Admira Wien was een Oostenrijkse voetbalclub uit Jedlesee, een stadsdeel van het Weense district Floridsdorf. De club werd in 1905 opgericht na de fusie van Burschenschaft Einigkeit en Sportklub Vindobona.

## Geschiedenis

### Ontstaan voetbalsport in Jedlesee
Op 15 oktober 1894 werd in Oostenrijk een voetbalwedstrijd gespeeld met Engelse regels tussen First Vienna en Vienna Cricketer. 3 jaar later werd ook in Jedlesee, een wijk in het Wiener stadsdeel Floridsdorf voetbal gespeeld. Josef Schmidt richtte SK Sturm op. Enkele maanden later werd een 2de club in Jedlesee opgericht, de keuze van de naam was echter een heet hangijzer, uiteindelijk viel de keuze op de naam Admira omdat een van de oprichters naar Amerika geweest was en met het schip Admira terug naar Europa gekomen was. Het eerste elftal van de club bestond uit: Franz Scheppe, Heinrich Feld, Franz Hansal, Karl Brückl, Georg Lang, Tram Gromann, Heinrich Rottogiero, Johann Reschberger, Karl Walsek, Johann Pohl en Karl Frank.

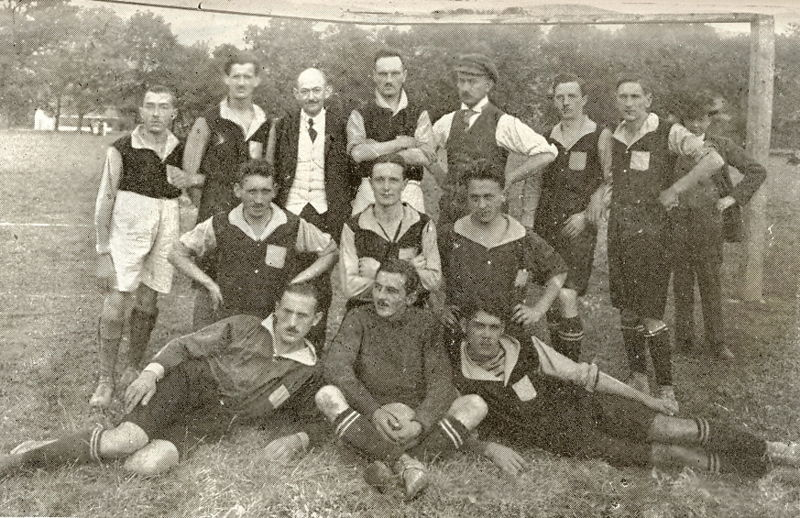
Oprichters elftal van het nieuwe Admira

SK Sturm sloot zich later bij Admira aan omdat het terrein van Sturm regelmatig door de Donau overstroomd werd. Ook Admira speelde dicht bij de Donau en moest enkele jaren later faillissement aanvragen. In de tussentijd waren er nog 2 clubs opgericht in Jedlsee, Burschenschaft Einigkeit en Sportklub Vindobona. Op 1 oktober 1905 fuseerden beide clubs en in herinnering aan de kort daarvoor verdwenen club Admira nam de nieuwe club deze naam over en heette voluit 1. Groß-Floridsdorfer SK Admira. Het eerste elftal bestond uit Richard Grill, Johann Gehr, Josef Geyer, Georg Wiche, Ferdinand Frank, Johann Rehor, Hans Kammerer, Johann Summer, Johann Wiesner en Josef Buchmann. Na een tijd werd de naam SK Admira Wien aangenomen.

### Opmars naar de hoogste klasse
In 1906 haalde de club in een toernooi enkele overwinningen tegen andere clubs uit Wenen. Een nieuwe mijlpaal voor Admira was de bouw van een nieuw stadion dat hoger gelegen was zodat er minder overstromingsgevaar was. In 1909 werd het stadion naast de fabriek Pollack & Söhne in gebruik genomen. In de officieuze competitie speelde de club in de 2de klasse. Door een administratieve fout ging het even bergaf met de Admira want zonder toestemming van de voetbalbond had de club enkele wedstrijden gespeeld tegen clubs uit Presburg (het huidige Bratislava) en werd prompt uitgesloten. De club samen met andere clubs die niet tot de voetbalbond behoorden en nieuwe bond oprichten maar dat ging niet door en Admira sloot zich opnieuw aan bij de ÖFV en begon bij de eerste officiële competitie in 1911/12 in de laagste klasse, 4de.
Admira was echter een maat te groot voor de andere clubs en speelde los kampioen, er werd 122 keer gescoord met slechts 8 tegendoelpunten. Het volgende seizoen in 3de waren er dat 88 tegen 12. De opmars van de zwart-witten naar de 1ste klasse werd gestopt door de Eerste Wereldoorlog. Hoewel 9 spelers werden opgeroepen om in het leger te gaan werd Admira vicekampioen achter SC Wacker Wien. In 1915 werd zelfs de titel behaald maar promotie en degradatie was er niet tijdens de oorlog dus moest Admira wachten. Na de oorlog, in 1919 promoveerde Admira samen met First Vienna naar de hoogste klasse.

### De eerste successen
De eerste jaren in de hoogste klasse waren een gevecht tegen degradatie. In 1920 werd de club laatste maar degradeerde niet omdat de competitie werd uitgebreid. Het volgende seizoen werd de club gedeeld laatste met Wiener AC maar werd nu gered door een beter doelsaldo. Daarna groeide de club langzaam uit tot een topclub. In 1923 werd Admira 3de achter Rapid en Amateure. Hoogtepunten in de competitie was elk jaar de derby tegen Floridsdorfer AC, de landskampioen van 1918 die nu enkel nog wedijverde om de beste club van Floridsdorf. In 1927 werd de club verrassenderwijs kampioen, Brigittenauer AC (BAC) kwam uit de 2de klasse en beheerste de competitie met sterdoelman Franz Köhler die in 23 wedstrijden slechts 19 keer gepasseerd werd. Bijna de hele competitie stond BAC aan de leiding maar op het einde nam Admira de scepter over en vierde de eerste landstitel.
Op de laatste speeldag had Admira 34 punten en BAC 33 en alsof het zo had moeten zijn namen de 2 clubs het tegen elkaar op. De wedstrijd beheerste de media dagenlang op voorhand en voor 20.000 toeschouwers versloeg Admira BAC met 5-0. Toni Schall werd topschutter dat jaar. Ook werd voor de 3de keer de halve finale van de beker gehaald, in 1922 verloor de club van WAC met 0-6, in 1926 met 1-4 van Vienna en nu verloor Admira met 2-2 en 3-4 van Rapid. Als Oostenrijks kampioen mocht de club deelnemen aan de Mitropacup (voorloper van de Europacup). In de eerste ronde verloor Admira zwaar van Sparta Praag met 5-1, bij de terugwedstrijd in Wenen lag de club na 60 minuten met 5-1 voor en leek alles rechtgezet maar Sparta slaagde er toch nog in om 2 keer te scoren.

### Europese topclub
In 1928 won Admira de dubbel. Toni Schall werd met 36 goals in 26 wedstrijden opnieuw topschutter en in de bekerfinale won Admira met 2-1 van WAC. In de finale werd Admira nog gesupporterd door de Rapid-fans omdat als Admira de beker won Rapid als vicekampioen mocht deelnemen aan de Mitropacup. Rapid zou uiteindelijk de finale van de Mitropacup halen maar, Admira bereike de halve finale en schakelde Slavia Praag uit, in de finale was Ferencvaros Boedapest echter te sterk. De volgende 3 seizoenen werd de club telkens vicekampioen.
In 1932 won de club opnieuw de dubbel, in een spannende strijd versloeg Admira Vienna in de titelstrijd. In de beker was net als in 1928 WAC de tegenstander, Admira verpletterde de club met 6-1. In de Mitropacup was Slavia Praag dit keer te sterk voor de club. Het hoogtepunt in de clubgeschiedenis van de zwart-witten was 1934 toen de titel, beker en Mitropacupfinale werd gehaald. In de bekerfinale schreef de club geschiedenis door 10-voudig landskampioen Rapid Wien een pandoering te geven, 8-0, tot op heden kon geen enkele andere club Rapid zo'n blamage aansmeren. In de Mitropacup werden eerst SSC Napoli en daarna Sparta Praag opzij gezet, in de halve finale wachtte Juventus waarvan spelers Raimundo Orsi, Gianpiero Combi, Luigi Bertolini, Giovanni Ferrari en Luis Monti enkele weken eerder de Wereldbeker voetbal binnen haalden tegen Tsjechoslowakije. In het Praterstadion won Admira met 3-1 en in het Stadio Luigi Ferraris te Genua nam de club opnieuw de maat van een van de grootste clubs ter wereld, 1-2. Twee maanden later werd pas de finale gespeeld en Admira was niet meer in vorm en Bologna FC was te sterk met een 4-6 totaalscore.

### 1935-1945 einde van een gouden tijdperk
Na het gouden jaar 1934 moest de club van op de zijlijn toekijken hoe Rapid Wien zich meester maakte van de competitie en in de Mitropacup schakelde Hungária FC MTK Boedapest de club in de 1/8ste finale uit. Een jaar later stond Admira echter weer aan de top van de rangschikking en vierde de 5de landstitel. SK Prostějov schakelde Admira wel uit in de 1ste ronde van de Mitropacup. De landstitel werd in 1937 met succes verdedigd want Admira verloor slechts 1 wedstrijd en dat nog wel tegen degradatiekandidaat Favoritner AC. Ook in de Mitropacup ging het weer beter, tegen Sparta Praag werd 1-1 en 2-2 gelijkgespeeld en de beslissende wedstrijd werd met 2-0 in Boedapest gewonnen. In de kwartfinale werd Admira slachtoffer van de politiek. Nadat het Italiaanse Genoa 1893 de wedstrijd opende met de fascistische groet kwam er groot verzet bij het Weense publiek, de wedstrijd eindigde op 2-2 en onder Italiaanse druk werd Admira uitgesloten. Een schrale troost was dat ook Genoa niet meer verder mocht bekeren dat jaar.
Maar de Anschluss van Oostenrijk had meer uitwerking op Admira. In 1939 werd de club opnieuw kampioen, dit keer van de Ostmärkischen Gauliga. De Gauliga was een heel aantal hoogste klassen in het Duitse voetbal en de winnaars speelden in een eindronde tegen elkaar. Als Ostmärkische kampioen mocht dus ook Admira deelnemen en schopte het tot in de finale. Eerst was er een groepsfase samen met Stuttgarter Kickers, SV Dessau 05 en VfR Mannheim waar Admira de groepswinnaar werd. In de halve finale werd Hamburger SV met 4-1 opzij gezet. In de finale was Schalke 04 de tegenstander, de club was bijzonder ongeliefd in Oostenrijk vanwege banden met de NSDAP. De finale onder leiding van scheidsrechter Schulz werd een schandaalwedstrijd, 3 Admiraners werden uitgesloten en Schalke won met 9-0. Op 17 november 1940 werd in Wenen een verzoeningsspel gespeeld, al was Schulz opnieuw scheidsrechter. Admira kwam op voorsprong maar 2 volgende doelpunten werden afgekeurd. Nadat kort voor het einde Schalke de gelijkmaker maakte werden de 50 000 toeschouwers ziedend en sommigen bestormden het plein grepen de scheidsrechter. De bus waarin de spelers gekomen waren werd vernield en de autobanden van Gauleiter Baldur von Schirach werden platgestoken. Bijna alle spelers van Admira werden later als soldaten naar het front gestuurd. In 1943 degradeerde de club voor het eerst in de geschiedenis, maar niet op sportieve grond want Admira moest plaats maken voor SG Reichsbahn Wien en werd naar de 2de klasse gezet. Aan het einde van de oorlog kon de club via de eindronde opnieuw promotie afdwingen, Paul Giesser was de enige van het kampioenenelftal van '39 die nog steeds bij de club speelde. Nadat in korte tijd de club bijna haar hele elftal verloor door de oorlog kon Admira nooit meer aanknopen met de vooroorlogse successen.

### Middenmoot en sponsor NEWAG
In het eerste naoorlogse seizoen eindigde de club gelijk met SC Helfort Wien maar werd van degradatie gered door beter doelsaldo. Het was spannend tot op de laatste dag, Admira won met 8-0 van SC Rapid Oberlaa terwijl Helfort met 1-2 van Austria Wien verloor. De volgende seizoenen eindigde de club in de middenmoot maar de gloriedagen waren voorbij. In 1948 werd wel de finale gehaald van de beker van Wenen. In de kwartfinale werd Wiener Sport-Club uitgeschakeld na 3 wedstrijden (2-2, 2-2, 2-1) en in de halve finale deed Admira dit nog eens over met First Vienna. In de finale zaen 30000 toeschouwers echter Austria met de zege aan de haal gaan. In 1949 werd de club 3de in de competitie achter Rapid en Austria.
In 1951 fuseerde Admira met Eisenbahnersportverein Wien (ESV Wien), de voetbalafdeling werd niet overgenomen. De naam werd veranderd in ESV Admira en de volgende seizoenen speelde de club verder in de hoogste klasse. Hoger dan de 5de plaats kwam men niet, maar ook niet lager dan de 10e plaats, behalve in 1959 toen degradatie net vermeden kon worden. Tussen 1950 en 1958 vond er ook geen beker plaats dus daar konden ook al geen successen geboekt worden. Omdat Admira niet over het geld beschikte om goede spelers te kopen, moest de club teren op de eigen jeugdwerking. In 1960 behaalde de club maar 3 overwinningen en degradeerde naar de Regionalliga Ost, waar wel onmiddellijk promotie werd afgedwongen. Intussen werd het energiebedrijf NEWAG/NIOGAS hoofdsponsor van de club en investeerde veel. Er werd een nieuwe naam aangenomen, Admira-NÖ Energie Wien, al werd die meestal afgekort tot Admira Energie.

### Laatste successen
De prestaties verbeterden zich zoals gewenst door de nieuwe sponsor. In 1964 stond de club voor het eerst sinds 30 jaar opnieuw in de bekerfinale en nam de maat van Austria Wien met 1-0. Een jaar later werd de landstitel op een haar na gemist met slechts 1 punt achterstand. De Joegoslavische speler Vukicevic werd voor 1965/66 als doelman aangeworven en liet slechts 14 goals binnen in 25 wedstrijden. In de beker werd zelfs geen doelpunt geïncasseerd. Voor de laatste competitiematch en bekerfinale viel Vukicevic echter geblesseerd uit. Tweede doelman Draxelmayer verving hem en kon de 0 op het bord houden in de bekerfinale tegen Rapid die met 1-0 gewonnen werd. De laatste competitiewedstrijd tegen Austria werd voor 15000 toeschouwers gewonnen en zo haalde Admira voor de 4 keer in de geschiedenis de dubbel binnen.
Na dit seizoen besloot sponsor NEWAG de club die in het noorden van Wenen speelde te verhuizen naar Maria Enzersdorf in Niederösterreich, ten zuiden van Wenen, hier was namelijk ook de hoofdzetel van NEWAG. Er werd een nieuw stadion gebouwd. Maar financiële schandalen van de sponsor teisterden de club en de 3de succesvolste club van het land stond aan de rand van de afgrond. Er werd gezocht naar een club om te fuseren en er kwamen gespreken op gang met Austria. Na 2 gesprekken sprong de fusie af en werd SC Wacker Wien aangesproken. Deze club zegde toe en in 1971 kwam de fusie tot stand en werd FC Admira/Wacker opgericht. De nieuwe club was een opvolger van zowel Admira als Wacker en maakte dus aanspraak op de trofeeën van beide clubs.

## Bekende spelers

### Internationals
In de loop van de geschiedenis bracht de club veel internationals voort. Admira profiteerde samen met de club FAC van de arbeiderswijk in Floridsdorf waar straatvoetbal in de tussenoorlogse tijd erg geliefd was bij de kinderen. In 1937 had Oostenrijk al 160 internationals gehad en 36 daarvan (bijna 1/4) werd in Floridsdorf geboren.
| - Josef Bican - Michael Breibert - Fritz Cejka - Karl Durspekt - Leopold Facco - Friedrich Franzl - Gustav Gerhart - Erich Habitzl | - Wilhelm Hahnemann - Josef Hamerl - Franz Hanreiter - Anton Janda - Günter Kaltenbrunner - Johann Klima - Anton Koch - Ferdinand Kolarik | - Giuseppe Koschier - Karl Kowanz - Willy Kreuz - Robert Pavlicek - Hans Pirkner - Peter Platzer - Franz Runge - Anton Schall | - Johann Schierl - Karl Schott - Ignaz Sigl - Karl Skerlan - Walter Stamm - Karl Stoiber - Heinrich Strasser - Johann Szauer | - Karl Szoldatics - Johann Urbanek - Leopold Vogl - Adolf Vogl - Josef Wahl - Rudolf Zöhrer |

### Topschutters
| - 1927 Anton Schall: 27 goals - 1928 Anton Schall: 36 goals - 1929 Anton Schall: 21 goals - 1931 Anton Schall: 25 goals | - 1932 Anton Schall: 22 goals - 1936 Wilhelm Hahnemann: 23 goals - 1949 Erich Habitzl: 23 goals - 1971 Wilhelm Kreuz: 26 goals |

## Erelijst
- Landskampioen
  - 1927, 1928, 1932, 1934, 1936, 1937, 1939, 1966
- ÖFB Pokal
  - 1928, 1932, 1934, 1964, 1966
- Mitropacup
  - Finalist: 1934

## Admira in Europa
Uitslagen vanuit gezichtspunt SK Admira Wien
| Seizoen | Competitie   | Ronde | Land                                      | Club                              | Totaalscore          | 1e W    | 2e W     | PUC |
| ------- | ------------ | ----- | ----------------------------------------- | --------------------------------- | -------------------- | ------- | -------- | --- |
| 1927    | Mitropacup   | 1/4   | Vlag van Tsjecho-Slowakije                | AC Sparta Praag                   | 6-8                  | 1-5 (U) | 5-3 (T)  | 0.0 |
| 1928    | Mitropacup   | 1/4   | Vlag van Tsjecho-Slowakije                | SK Slavia Praag                   | 6-4                  | 3-1 (T) | 3-3 (U)  | 0.0 |
|         |              | 1/2   | Vlag van Hongarije (1915-1918, 1919-1946) | Ferencváros FC                    | 1-3                  | 1-2 (T) | 0-1 (U)  | 0.0 |
| 1932    | Mitropacup   | 1/4   | Vlag van Tsjecho-Slowakije                | SK Slavia Praag                   | 1-3                  | 0-3 (U) | 1-0 (T)  | 0.0 |
| 1934    | Mitropacup   | 1/8   | Vlag van Italië (1861-1946)               | AC Napoli                         | 2-2 BW 5-0 (T)       | 0-0 (T) | 2-2 (U)  | 0.0 |
|         |              | 1/4   | Vlag van Tsjecho-Slowakije                | AC Sparta Praag                   | 6-3                  | 4-0 (T) | 2-3 (U)  | 0.0 |
|         |              | 1/2   | Vlag van Italië (1861-1946)               | Juventus FC                       | 4-3                  | 3-1 (T) | 1-2 (U)  | 0.0 |
|         |              | F     | Vlag van Italië (1861-1946)               | AGC Bologna                       | 4-7                  | 3-2 (T) | 1-5 (U)  | 0.0 |
| 1935    | Mitropacup   | 1/8   | Vlag van Hongarije (1915-1918, 1919-1946) | Hungária FC MTK Boedapest         | 4-9                  | 3-2 (T) | 1-7 (U)  | 0.0 |
| 1936    | Mitropacup   | 1/8   | Vlag van Tsjecho-Slowakije                | SK Prostějov                      | 3-6                  | 0-4 (T) | 3-2 (U)  | 0.0 |
| 1937    | Mitropacup   | 1/8   | Vlag van Tsjecho-Slowakije                | Sparta Praag                      | 3-3 BW 2-0 Boedapest | 1-1 (T) | 2-2 (U)  | 0.0 |
|         |              | 1/4   | Vlag van Italië (1861-1946)               | Genova 1893                       | 2-2                  | 2-2 (T) | n.g. (U) | 0.0 |
| 1963    | Mitropacup   | 1/4   | Vlag van Italië                           | AC Torino                         | 3-4                  | 0-1 (U) | 3-3 (T)  | 0.0 |
| 1964/65 | Europacup II | 1R    | Vlag van Polen                            | Legia Warschau                    | 1-4                  | 1-3 (T) | 0-1 (U)  | 0.0 |
| 1966    | Mitropacup   | 1R    | Vlag van Tsjecho-Slowakije                | Jednota Trenčin                   | 2-5                  | 2-1 (T) | 0-4 (U)  | 0.0 |
| 1966/67 | Europacup I  | 1R    | Vlag van Joegoslavië                      | Vojvodina Novi Sad                | 0-1                  | 0-1 (T) | 0-0 (U)  | 1.0 |
| 1969    | Mitropacup   | 1/8   | Vlag van Joegoslavië                      | FK Vardar Skopje                  | 5-2                  | 2-2 (U) | 3-0 (T)  | 0.0 |
|         |              | 1/4   | Vlag van Tsjecho-Slowakije                | Internacional Slovnaft Bratislava | 3-3 u                | 2-2 (T) | 1-1 (U)  | 0.0 |
| 1970    | Mitropacup   | 1/8   | Vlag van Tsjecho-Slowakije                | Bohemians Praag                   | 4-2                  | 2-1     | 2-1      | 0.0 |
|         |              | 1/4   | Vlag van Hongarije                        | Vasas Boedapest                   | 1-7                  | 0-4     | 1-3      | 0.0 |

Totaal aantal punten voor UEFA coëfficiënten: 1.0